# 訃報 1999年4月
訃報 1999年4月（ふほう 1999ねん4がつ）では、1999年（平成11年）4月中に物故した、又は物故が報じられた人物についてまとめる。

## （1日 - 15日）

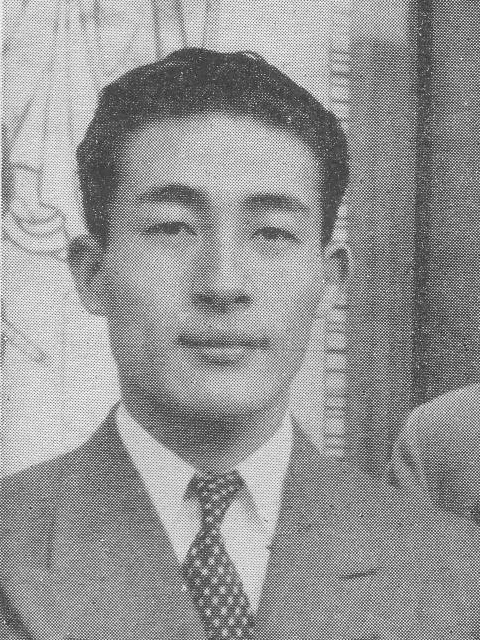
九代目坂東三津五郎／4月1日没

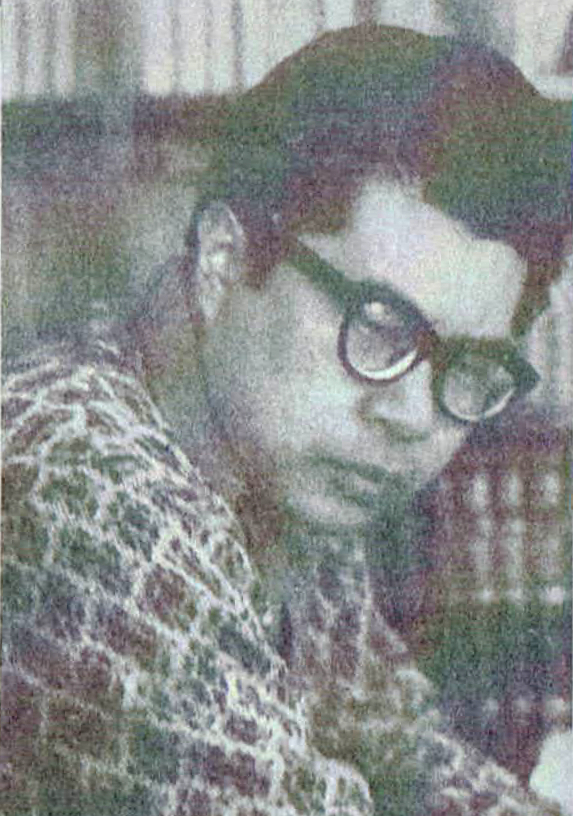
菊村到／4月3日没

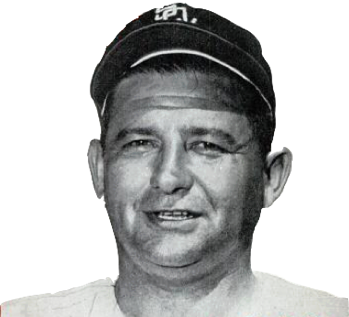
アーリー・ウィン／4月4日没

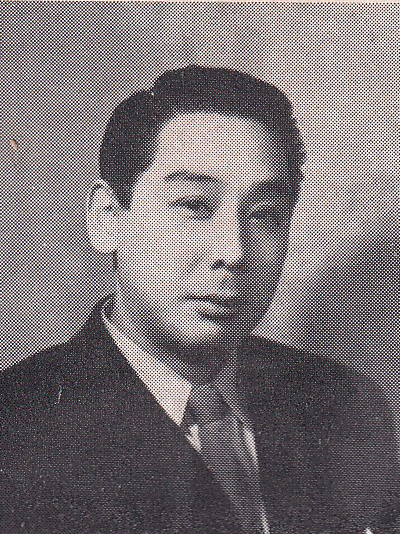
曽我廼家明蝶／4月13日没

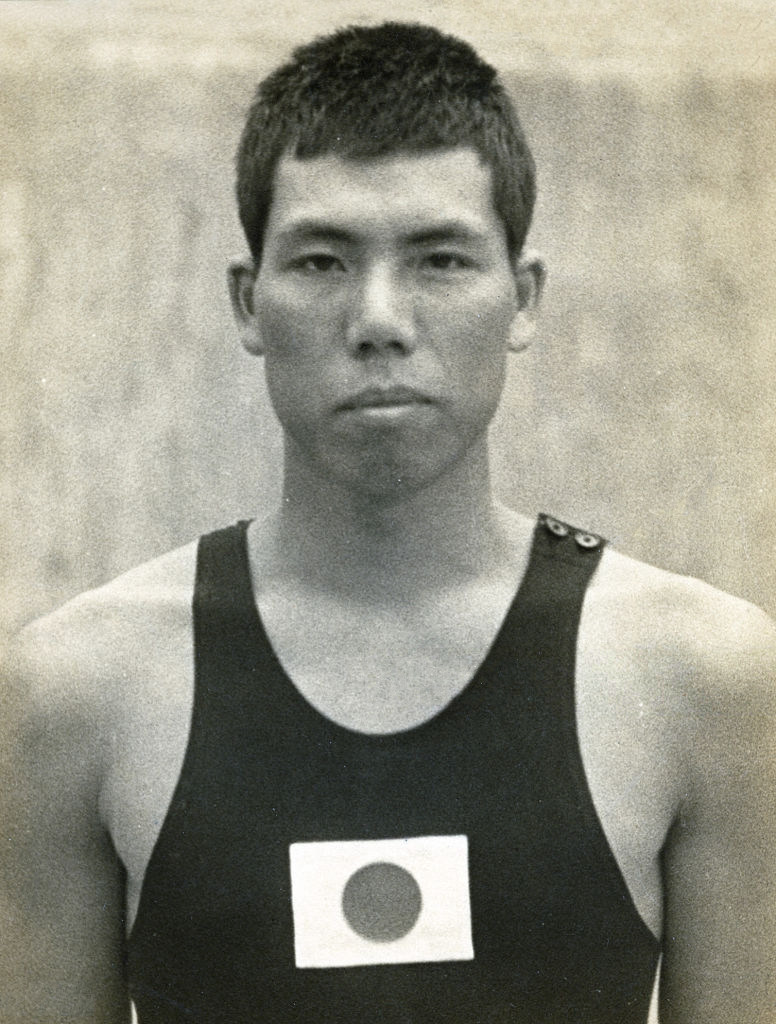
清川正二／4月13日没

- 4月1日 - 熊谷典文[1]、実業家・住友金属工業社長・会長（* 1915年）
- 4月1日 - 持永只仁、アニメーション監督（* 1919年）
- 4月1日 - 九代目坂東三津五郎、歌舞伎俳優（* 1929年）
- 4月2日 - 加藤新平、法学者（* 1912年）
- 4月2日 - 祝一平、満開製作所創業者（* 生年不明）
- 4月3日 - 菊村到、小説家（* 1923年）
- 4月3日 - 西岡恭蔵、シンガーソングライター（* 1948年）
- 4月4日 - アーリー・ウィン、メジャーリーガー（* 1920年）
- 4月6日 - ウィリアム・プリース、チェリスト（* 1916年）
- 4月6日 - 落合茂一、アニメーションプロデューサー（* 1940年）
- 4月8日 - 近藤宮子、作詞家（* 1907年）
- 4月8日 - 梅津耕作、臨床心理学者（* 1928年）
- 4月9日 - 井口朝生、小説家（* 1925年）
- 4月9日 - 門恵美子、プロレスラー（* 1976年）
- 4月10日 - 吉川静夫、作詞家（* 1907年）
- 4月10日 - ジェームズ・マコーレー、言語学者（* 1938年）
- 4月13日 - 曽我廼家明蝶、俳優（* 1908年）
- 4月13日 - 清川正二、水泳選手・実業家（* 1913年）
- 4月15日 - 水野健次郎、実業家（* 1913年）

## （16日 - 30日）

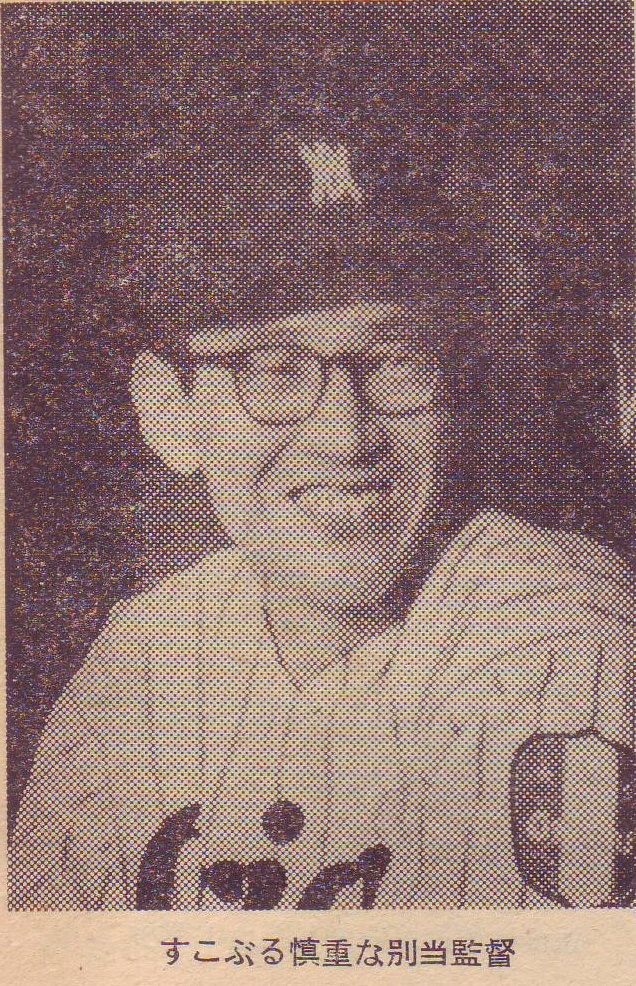
別当薫／4月16日没

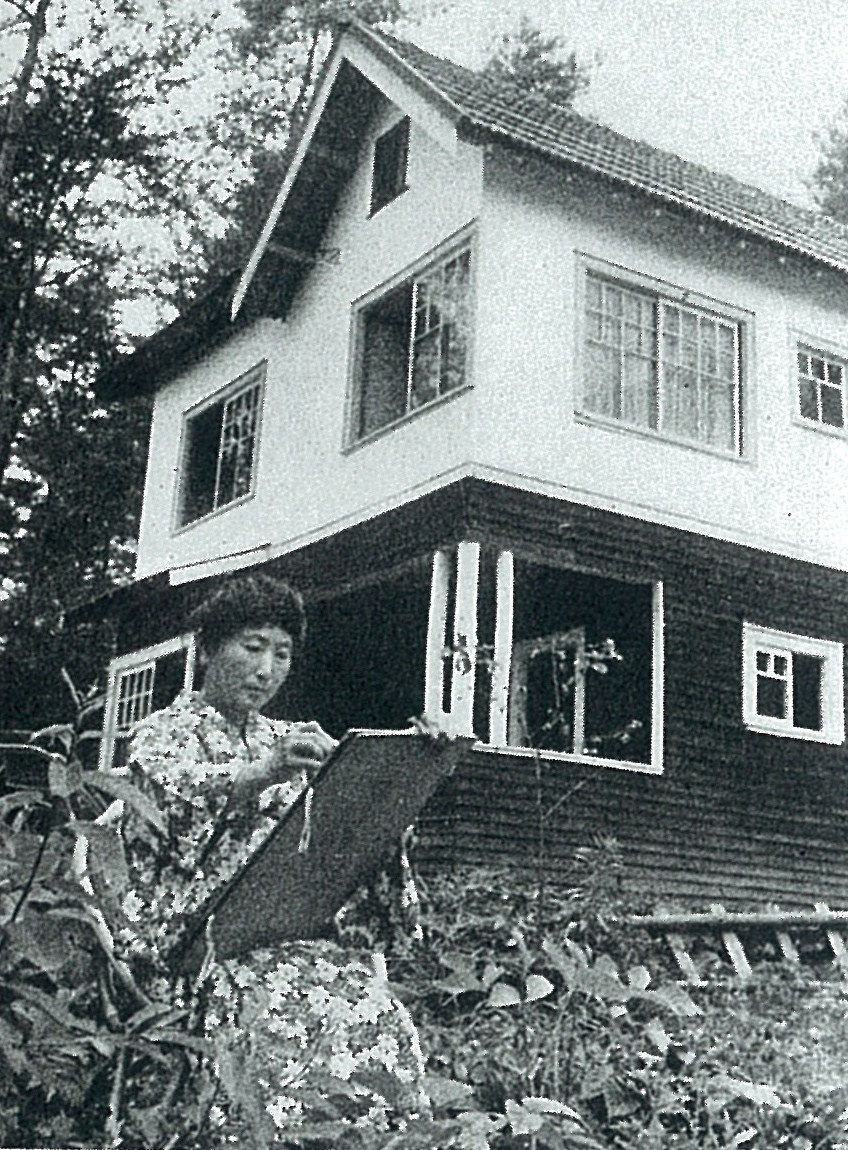
三岸節子／4月18日没

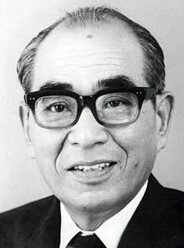
大島友治／4月19日没

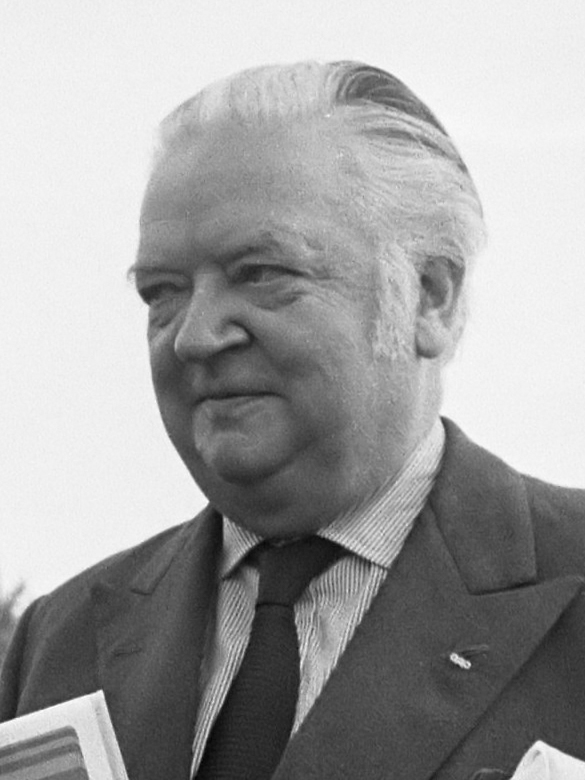
第3代キラニン男爵マイケル・モリス／4月25日没

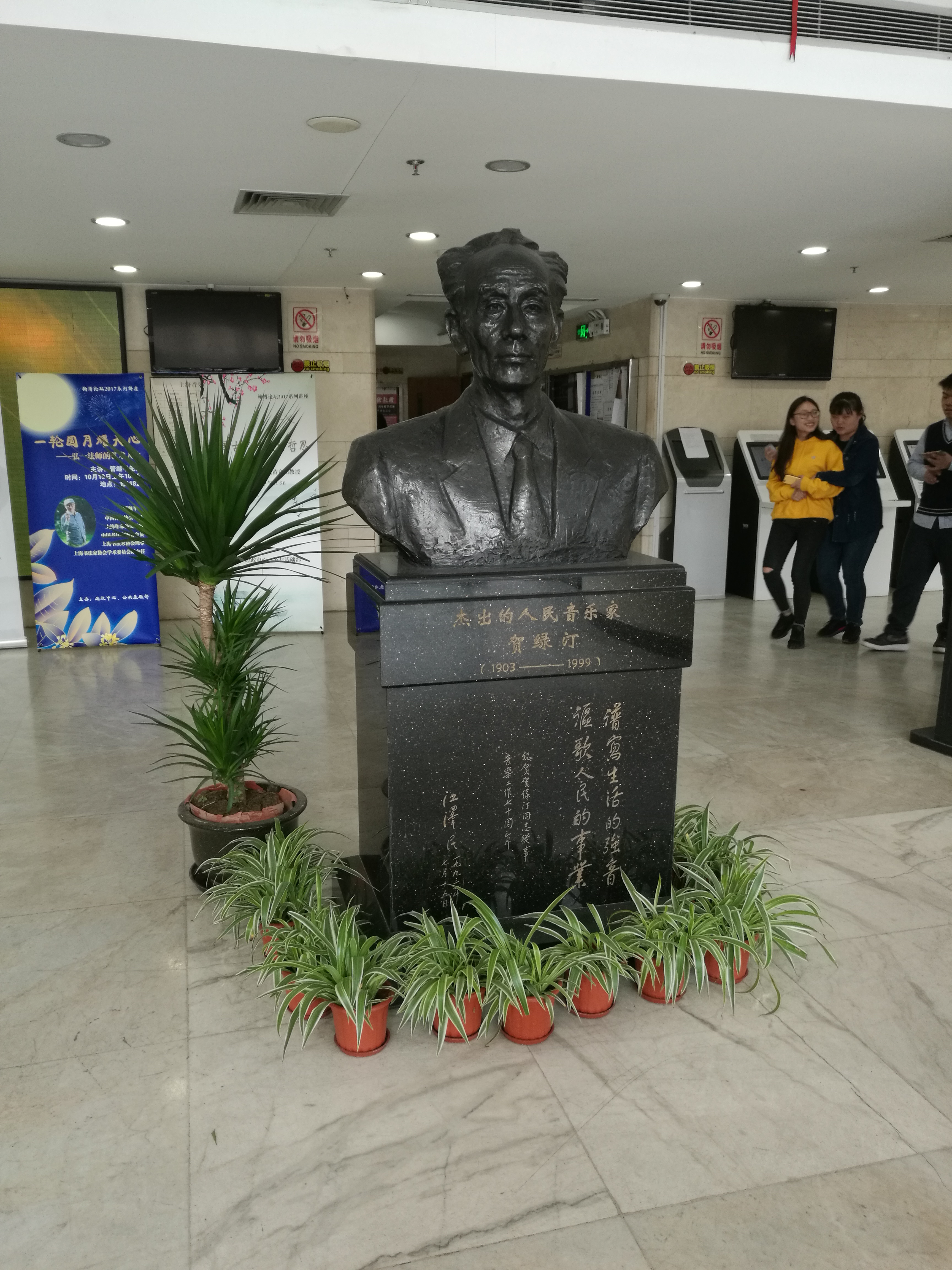
賀緑汀／4月27日没

- 4月16日 - 別当薫、元プロ野球選手・監督（* 1920年）
- 4月18日 - 三岸節子、洋画家（* 1905年）
- 4月19日 - 大島友治、政治家・元参議院議員・科学技術庁長官（* 1916年）
- 4月19日 - 二代目桂枝雀、落語家（* 1939年）
- 4月20日 - 小宮武喜、政治家・元衆議院議員（* 1916年）
- 4月23日 - フランシス・ペティジョン、地質学者（* 1904年）
- 4月25日 - 第3代キラニン男爵マイケル・モリス、ジャーナリスト（* 1914年）
- 4月27日 - 賀緑汀、作曲家（* 1903年）
- 4月27日 - 飯塚正二、政治家・元静岡県藤枝市長（* 1913年）
- 4月29日 - 石崎伝蔵、長寿日本一の男性（* 1884年?/1886年）
- 4月30日 - 根本陸夫、元プロ野球選手・監督（* 1926年）